# مرادلوي عليا
مرادلوي عليا هي قرية في مقاطعة بل دشت، إيران. يقدر عدد سكانها بـ 187 نسمة بحسب إحصاء 2016.